# Бриних, Збынек
Збынек Бриних (чеш. Zbyněk Brynych; 13 июля 1927, Карловы Вары — 24 августа 1995, Прага) — чешский кинорежиссёр и сценарист.

## Биография
После окончания гимназии поступил на работу на Пражскую студию короткометражных фильмов Krátký Film Praha, где работал в качестве сценариста. Вскоре — руководителем проекта на армейской киностудии, был режиссёром. Позднее на киностудии «Баррандов» — помощником режиссёра, режиссёром.
Снятые им фильмы имели международный успех. В конце 1980-х—начале 1990-х годов снял несколько фильмов по заказу телевидения ФРГ.
Фильмы З. Бриниха характеризуются визуальной и стилистической чистотой.

## Фильмография
- 1958 — Жижковский романс / Žižkovská romance — режиссёр, сценарист
- 1959 — За пять миллионов / Pět z miliónu — режиссёр
- 1960 — Смык /Smyk — режиссёр
- 1963 — Эшелон из рая / Transport z ráje — режиссёр, сценарист
- 1964 — ...а пятый всадник – Страх / …a pátý jezdec je Strach — режиссёр, сценарист (с Ота Ковалем)
- 1968 — Диалог 20-40-60 / Dialóg 20-40-60 — режиссёр, сценарист
- 1971 — Ночь в Лиссабоне / Die Nacht von Lissabon (ФРГ) — режиссёр, сценарист
- 1975 — Романс за крону / Romance za korunu — режиссёр, сценарист
- 1994 — Деррик / Derrick (телесериал, ФРГ) — режиссёр, сценарист, актёр.

## Награды
- 1963 — премия «Золотой леопард» Международного кинофестиваля в Локарно («Эшелон из рая»)
- 1964 — Государственная премия Чехословакии
- 1968 — Заслуженный артист Чехословакии